# Luigi Lessi
Luigi Lessi (Livorno, 22 giugno 1910 – 24 novembre 1987) è stato un allenatore di calcio e calciatore italiano, di ruolo centrocampista offensivo.

## Caratteristiche tecniche
Centrocampista offensivo, giocava prevalentemente in posizione di ala.

## Carriera
Disputò la Serie A con il Livorno (all'epoca denominato U.S. Livorno).
Dopo alcune esperienze in Serie B e Serie C, allenò la Reggina nel campionato di Serie C 1945-1946.